# Aardla
Aardla – wieś w Estonii, w prowincji Tartu, w gminie Kastre.

## Etymologia
Nazwa wsi prawdopodobnie wywodzi się od starożytnego imienia Arta lub Aarta. Według niemieckiego językoznawcy Lauri Kettunena nazwa wsi ma pochodzenie germańskie. 

## Historia
Pierwsze wzmianki o wsi pochodzą z 1534 roku. Przed reformą estońskiej administracji samorządu lokalnego w 2017 roku wieś Aardla należała do gminy Haaslava.

## Demografia
Według spisu ludności z 2011 roku w Aardla mieszkało 151 mieszkańców, z czego 143 (94,7%) stanowili Estończycy. Według spisu ludności z 2021 roku w Aardla mieszkało 126 mieszkańców, z czego 118 (94,4%) stanowili Estończycy.